# 十二宮でつかまえて
『十二宮でつかまえて』（じゅうにきゅうでつかまえて）は、安藤なつみによる日本の漫画作品。
『なかよし』（講談社）にて2001年4月号から2003年1月号まで連載された。全20話。そのほか、同誌2002年8月号増刊『なつやすみランド』に番外編が掲載された。単行本は同社の講談社コミックスなかよしより全4巻。

## あらすじ
中学二年生のりりは、表向きは占い師、裏では探偵という二つの顔を持っている。行方不明の母を捜し出すため、母の残したスターリングと共に、様々な事件を解決していく。

## 登場人物
星沢 りり（ほしざわ りり）
主人公。13歳の中学二年生。占い師。突然行方不明となった母を捜すため、先祖代々伝わるスターリングを持つ探偵スピカとして、事件を解決していく。
身軽な少女で、2階から平気で飛び降り、塀も簡単に飛び越える。得意科目は体育だが、それ以外は全て苦手。
短気でおっちょこちょいな性格。思い詰めたら一直線だが、悪を許さない正義感の持ち主で、自らの危険も厭わない。
4月16日生まれの牡羊座。
及川 広海（おいかわ ひろみ）
りりのクラスにやってきた転校生。アメリカの大学を卒業した秀才で、犯罪心理学を学んでいた。クールを装っているが、責任感の強い性格。
りりとは、6歳まで同じ幼稚園に通っていた幼馴染みだったが、りりはすっかり忘れていた。思い出してからは、当時の渾名の「ひろりん」と呼ばれている。
実は当時告白していたのだが、広海の描いたラブレターが難しすぎて読めなかったりりが待ち合わせに来なかったため、雨にうたれて肺炎を起こし、死にかけた上で、極度の女嫌いになってしまった。
1月1日生まれの山羊座。
星沢警部（ほしざわけいぶ）
りりの父親で警部。りりの行動にはいつもハラハラさせられている。2月4日生まれの水瓶座。
星沢 薫子（ほしざわ かおるこ）
りりの母親で、先代スピカ。ある日突然スターリングだけを残して、姿を消した。見た目は姉に間違われるくらいに若々しい。
及川 恵海（おいかわ えみ）
及川の姉。女子校に通う美女で、下級生から「おねえさま」と慕われている。及川の過去をりりに暴露した上で、「読めないラブレターを書く方が悪い」と言い切っている。
アリエス
スターリングに秘められている牡羊座の精霊。りり自身の精霊でもある。男言葉で話し、りりのことは「りりごん」と呼ぶ。りりと同じく、おっちょこちょいらしい。りりの危機のため、呼ばれてもいないのに飛び出したこともある。
イオ
牡牛座の精霊。普段はゆっくりした性格だが、怒らすと怖い。また金銭面にも非常に五月蠅く、地道にコツコツが信条。
カストロ・ポルックス
双子座の精霊の男の子たち。りりのことは「りーさん」と呼ぶ。喧嘩もするが仲の良い兄弟。熱しやすく冷めやすい性格。
プレセペ
蟹座の精霊。りりのことは「りっちゃん」と呼ぶ。思いやりがあり、面倒見がいい性格だが、緊張感をなくすのんびりした女の子。
レグルス
獅子座の精霊。りりのことは「りりっぺ」と呼ぶ。いきなりスカートめくりをするなど、ガキっぽい性格でセクハラ精霊と呼ばれるが、パワフルで元気な男の子。
デメーテル
乙女座の精霊。りりのことは「りりさん」と呼ぶ。やや潔癖で心配性。傷つきやすいが、心優しい性格。
アストレア
天秤座の精霊。りりのことは「りりぽん」と呼ぶ。極端に優柔不断な性格だが、平和主義者で、りりに怒鳴られても怒ることはない。
アンタレス
蠍座の精霊。りりのことは「りりっち」と呼ぶ。りりにとっては相性の悪い相手で、一年以上呼び出していなかった。りりにフラダンスをたこ踊りと言われたことを「一億年でも覚えている」と言い放つほど、根に持つ性格。しかし、己の使命には誰よりも熱心である。
ケイロン
射手座の精霊。りりのことは「マスター」と呼ぶ。自称、ジゴロのケン。せっかちだが物わかりは早い。
パーン
山羊座の精霊。りりのことは「りりさま」と呼ぶ。眼鏡をかけた真面目な男の子。真夜中に呼び出されたことを労働時間じゃないと憤慨する面もあるが、責任感をくすぐられると弱い。
ガニメデ
水瓶座の精霊。クールで独立心の強い性格。かなり自由な男の子。
アフロディテ
魚座の精霊。りりのことは「スピカさま・スピカさん」と呼ぶ。泣き虫で、自分が頼りないと思いがちだが、感動屋でもある。ガニメデのことが好きだが、全然通じていない。

## 書誌情報
- 安藤なつみ 『十二宮でつかまえて』 講談社〈講談社コミックスなかよし〉、全4巻
  1. 2001年11月6日第1刷発行、ISBN 4-06-178977-5
  2. 2002年6月6日第1刷発行、ISBN 4-06-178992-9
  3. 2002年10月4日第1刷発行、ISBN 4-06-178999-6
  4. 2003年3月6日第1刷発行、ISBN 4-06-364013-2

  - 3巻には増刊に掲載の番外編が同時収録されている。